# Claud Adjapong
Claud Adjapong (Modena, 6 maggio 1998) è un calciatore italiano, difensore del Potenza.

## Biografia
Nato a Modena da genitori ghanesi, ha sempre vissuto a Sassuolo con la sua famiglia.

## Caratteristiche tecniche
Agisce prevalentemente come terzino destro, ma può giocare anche sulla medesima fascia a centrocampo e in attacco grazie all'ottima capacità di corsa.

## Carriera

### Club

#### Gli inizi
Cresce calcisticamente nella squadra del proprio quartiere Madonna di Sotto, per poi passare al Sassuolo, con cui gioca nel campionato Primavera dal 2014.

#### Sassuolo
L'11 marzo 2016, all'età di 17 anni e 10 mesi, esordisce in Serie A con i neroverdi, entrando in campo nei minuti finali della sfida persa 1-0 in casa della Juventus. Nel corso della stagione scende nuovamente in campo il 17 aprile, in occasione della sconfitta contro la Fiorentina.
Nella stagione 2016-2017 viene inserito in prima squadra e scende in campo alla prima giornata in occasione della vittoria emiliana per 1-0 contro il Palermo. Il 2 ottobre seguente esordisce da titolare in occasione della sconfitta per 4-3 subita a San Siro contro il Milan. Il 20 ottobre 2016 debutta anche in Europa League, nella gara della fase a gironi contro il Rapid Vienna.  Il 22 dicembre 2016 segna il suo primo gol in Serie A, contro il Cagliari, divenendo il primo sassolese ad andare in gol in Serie A con la maglia neroverde; la partita viene persa dai neroverdi per 4-3. Aggregato alla Primavera per la finale del Torneo di Viareggio, realizza il primo gol della partita contro l'Empoli, terminata 2-2 e vinta dal Sassuolo ai tiri di rigore. Nel 2017-2018 ottiene 16 presenze in campionato, mentre nel 2018-2019 trova poco spazio in squadra, giocando solo 5 gare e realizzando un gol in Serie A, nel successo per 2-0 in trasferta contro la SPAL.

#### Vari prestiti
Il 21 agosto 2019 viene ceduto in prestito al neopromosso Verona; chiude la stagione con sole 5 presenze in Serie A.
Il 24 settembre 2020 viene ceduto in prestito al Lecce, in Serie B. Il 12 dicembre segna il primo gol con i salentini nel pareggio casalingo col Frosinone (2-2). Dopo aver collezionato 19 presenze e una rete in campionato, oltre a 2 presenze in Coppa Italia, il 30 gennaio 2021 esce dal terreno di gioco durante il secondo tempo della partita esterna contro il Pordenone, avendo riportato la rottura del tendine d'Achille del piede sinistro; l'infortunio lo costringe a terminare anzitempo la stagione.
Il 9 agosto 2021 passa in prestito alla Reggina.

#### Ascoli
Il 1º settembre 2022 viene acquistato a titolo definitivo dall'Ascoli, firmando un triennale. Il 21 gennaio 2023 segna la sua prima rete con i marchigiani in occasione del pareggio per 1-1 in casa della SPAL.

### Nazionale
Dopo aver esordito nel 2016 con la nazionale Under-19, il 9 aprile 2017 riceve la sua prima chiamata in nazionale maggiore in occasione del terzo raduno stagionale per i calciatori emergenti a Coverciano.
Esordisce con la nazionale Under-21 guidata da Di Biagio il 1º settembre 2017, nell'amichevole persa 3-0 contro la Spagna a Toledo. Dopo avere fatto parte del gruppo durante il biennio, viene convocato per il campionato europeo di categoria del 2019, nel quale gioca la seconda partita del girone.

## Statistiche

### Presenze e reti nei club
Statistiche aggiornate al 28 aprile 2025.
| Stagione        | Squadra         | Campionato      | Campionato | Campionato | Coppe nazionali | Coppe nazionali | Coppe nazionali | Coppe continentali | Coppe continentali | Coppe continentali | Altre coppe | Altre coppe | Altre coppe | Totale | Totale |
| Stagione        | Squadra         | Comp            | Pres       | Reti       | Comp            | Pres            | Reti            | Comp               | Pres               | Reti               | Comp        | Pres        | Reti        | Pres   | Reti   |
| --------------- | --------------- | --------------- | ---------- | ---------- | --------------- | --------------- | --------------- | ------------------ | ------------------ | ------------------ | ----------- | ----------- | ----------- | ------ | ------ |
| 2015-2016       | Sassuolo        | A               | 2          | 0          | CI              | 0               | 0               | -                  | -                  | -                  | -           | -           | -           | 2      | 0      |
| 2016-2017       | Sassuolo        | A               | 9          | 1          | CI              | 1               | 0               | UEL                | 3                  | 0                  | -           | -           | -           | 13     | 1      |
| 2017-2018       | Sassuolo        | A               | 16         | 0          | CI              | 0               | 0               | -                  | -                  | -                  | -           | -           | -           | 16     | 0      |
| 2018-2019       | Sassuolo        | A               | 5          | 1          | CI              | 0               | 0               | -                  | -                  | -                  | -           | -           | -           | 5      | 1      |
| Totale Sassuolo | Totale Sassuolo | Totale Sassuolo | 32         | 2          |                 | 1               | 0               |                    | 3                  | 0                  |             | -           | -           | 36     | 2      |
| 2019-2020       | Verona          | A               | 5          | 0          | CI              | 0               | 0               | -                  | -                  | -                  | -           | -           | -           | 5      | 0      |
| 2020-2021       | Lecce           | B               | 19         | 1          | CI              | 2               | 0               | -                  | -                  | -                  | -           | -           | -           | 21     | 1      |
| 2021-2022       | Reggina         | B               | 20         | 0          | CI              | 1               | 0               | -                  | -                  | -                  | -           | -           | -           | 21     | 0      |
| 2022-2023       | Ascoli          | B               | 24         | 1          | CI              | 1               | 0               | -                  | -                  | -                  | -           | -           | -           | 25     | 1      |
| 2023-2024       | Ascoli          | B               | 15         | 0          | CI              | 1               | 0               | -                  | -                  | -                  | -           | -           | -           | 16     | 0      |
| 2024-2025       | Ascoli          | C               | 30         | 0          | CI-C            | 2               | 0               | -                  | -                  | -                  | -           | -           | -           | 32     | 0      |
| Totale Ascoli   | Totale Ascoli   | Totale Ascoli   | 69         | 1          |                 | 4               | 0               |                    | -                  | -                  |             | -           | -           | 73     | 1      |
| Totale carriera | Totale carriera | Totale carriera | 145        | 4          |                 | 8               | 0               |                    | 3                  | 0                  |             | -           | -           | 156    | 4      |

### Cronologia presenze e reti in nazionale
| Cronologia completa delle presenze e delle reti in nazionale ― Italia under 21 | Cronologia completa delle presenze e delle reti in nazionale ― Italia under 21 | Cronologia completa delle presenze e delle reti in nazionale ― Italia under 21 | Cronologia completa delle presenze e delle reti in nazionale ― Italia under 21 | Cronologia completa delle presenze e delle reti in nazionale ― Italia under 21 | Cronologia completa delle presenze e delle reti in nazionale ― Italia under 21 | Cronologia completa delle presenze e delle reti in nazionale ― Italia under 21 | Cronologia completa delle presenze e delle reti in nazionale ― Italia under 21 |
| Data                                                                           | Città                                                                          | In casa                                                                        | Risultato                                                                      | Ospiti                                                                         | Competizione                                                                   | Reti                                                                           | Note                                                                           |
| ------------------------------------------------------------------------------ | ------------------------------------------------------------------------------ | ------------------------------------------------------------------------------ | ------------------------------------------------------------------------------ | ------------------------------------------------------------------------------ | ------------------------------------------------------------------------------ | ------------------------------------------------------------------------------ | ------------------------------------------------------------------------------ |
| 1-9-2017                                                                       | Toledo                                                                         | Spagna under 21                                                                | 3 – 0                                                                          | Italia under 21                                                                | Amichevole                                                                     | -                                                                              | 66’                                                                            |
| 4-9-2017                                                                       | Cittadella                                                                     | Italia under 21                                                                | 4 – 1                                                                          | Slovenia under 21                                                              | Amichevole                                                                     | -                                                                              | 46’                                                                            |
| 5-10-2017                                                                      | Budapest                                                                       | Ungheria under 21                                                              | 2 – 6                                                                          | Italia under 21                                                                | Amichevole                                                                     | -                                                                              | 70’                                                                            |
| 10-10-2017                                                                     | Ferrara                                                                        | Italia under 21                                                                | 4 – 0                                                                          | Marocco under 21                                                               | Amichevole                                                                     | -                                                                              | 77’                                                                            |
| 22-3-2018                                                                      | Perugia                                                                        | Italia under 21                                                                | 1 – 1                                                                          | Norvegia under 21                                                              | Amichevole                                                                     | -                                                                              | 89’                                                                            |
| 27-3-2018                                                                      | Novi Sad                                                                       | Serbia under 21                                                                | 0 – 1                                                                          | Italia under 21                                                                | Amichevole                                                                     | -                                                                              | 80’                                                                            |
| 29-5-2018                                                                      | Besançon                                                                       | Francia under 21                                                               | 1 – 1                                                                          | Italia under 21                                                                | Amichevole                                                                     | -                                                                              | 61’                                                                            |
| 6-9-2018                                                                       | Dunajská Streda                                                                | Slovacchia under 21                                                            | 3 – 0                                                                          | Italia under 21                                                                | Amichevole                                                                     | -                                                                              | 68’                                                                            |
| 11-10-2018                                                                     | Udine                                                                          | Italia under 21                                                                | 0 – 1                                                                          | Belgio under 21                                                                | Amichevole                                                                     | -                                                                              | 59’                                                                            |
| 15-10-2018                                                                     | Vicenza                                                                        | Italia under 21                                                                | 2 – 0                                                                          | Tunisia under 21                                                               | Amichevole                                                                     | -                                                                              | 60’                                                                            |
| 15-11-2018                                                                     | Ferrara                                                                        | Italia under 21                                                                | 1 – 2                                                                          | Inghilterra under 21                                                           | Amichevole                                                                     | -                                                                              | 21’                                                                            |
| 21-3-2019                                                                      | Trieste                                                                        | Italia under 21                                                                | 0 – 0                                                                          | Austria under 21                                                               | Amichevole                                                                     | -                                                                              | 81’                                                                            |
| 25-3-2019                                                                      | Frosinone                                                                      | Italia under 21                                                                | 2 – 2                                                                          | Croazia under 21                                                               | Amichevole                                                                     | -                                                                              | 56’ - 87’                                                                      |
| 19-6-2019                                                                      | Bologna                                                                        | Italia under 21                                                                | 0 – 1                                                                          | Polonia under 21                                                               | Europeo Under-21 2019 - 1º turno                                               | -                                                                              | 81’                                                                            |
| 6-9-2019                                                                       | Catania                                                                        | Italia under 21                                                                | 4 – 0                                                                          | Moldavia under 21                                                              | Qual. Europeo Under-21 2021                                                    | -                                                                              | 67’                                                                            |
| 10-10-2019                                                                     | Dublino                                                                        | Irlanda under 21                                                               | 0 – 0                                                                          | Italia under 21                                                                | Qual. Europeo Under-21 2021                                                    | -                                                                              | 23’                                                                            |
| 14-10-2019                                                                     | Erevan                                                                         | Armenia under 21                                                               | 0 – 1                                                                          | Italia under 21                                                                | Qual. Europeo Under-21 2021                                                    | -                                                                              |                                                                                |
| 16-11-2019                                                                     | Ferrara                                                                        | Italia under 21                                                                | 3 – 0                                                                          | Islanda under 21                                                               | Qual. Europeo Under-21 2021                                                    | -                                                                              | 68’                                                                            |
| 19-11-2019                                                                     | Catania                                                                        | Italia under 21                                                                | 6 – 0                                                                          | Armenia under 21                                                               | Qual. Europeo Under-21 2021                                                    | -                                                                              |                                                                                |
| 3-9-2020                                                                       | Lignano Sabbiadoro                                                             | Italia under 21                                                                | 2 – 1                                                                          | Slovenia under 21                                                              | Amichevole                                                                     | -                                                                              | 46’                                                                            |
| 8-9-2020                                                                       | Kalmar                                                                         | Svezia under 21                                                                | 3 – 0                                                                          | Italia under 21                                                                | Qual. Europeo Under-21 2021                                                    | -                                                                              | 68’                                                                            |
| Totale                                                                         |                                                                                | Presenze                                                                       | 21                                                                             |                                                                                | Reti                                                                           | 0                                                                              |                                                                                |

## Palmarès
- Torneo di Viareggio: 1

Sassuolo: 2017